# Котюжень
Котюжень (рум. Cotiujeni) — село в Молдові в Бричанському районі. Знаходиться неподалік від кордону з Україною. Адміністративний центр однойменної комуни.
Згідно з переписом населення 2004 року кількість українців складала 43 особи (1,2%).

## Географія
Через село тече річка Вілія, ліва притока Пруту.

## Уродженці
- Немітц Олександр Васильович

| Молдова | Це незавершена стаття з географії Молдови. Ви можете допомогти проєкту, виправивши або дописавши її. |

1. ↑  Перепис населення Молдови (2014) — 2017.